# Real Asociación de Navegación de Recreo
La Real Asociación de Navegación de Recreo (Royal Yachting Association -RYA- en inglés) es una federación deportiva que se ocupa de los deportes acuáticos en el Reino Unido. 
Fue fundada en noviembre de 1875 bajo el nombre de Yacht Racing Association (YRA).